# Ahmed Ben Bella
Ahmed Ben Bella (arabul: احمد بن بلة Maghnia, Algéria, 1916. december 25. – Algír, 2012. április 11.) második világháborús francia katona, majd az algériai függetlenség harcosa, szocialista államférfi, 1963 és 1965 között Algéria első köztársasági elnöke.

## Élete
Ben Bella szülei marokkói arab származású, Marrákes környékéről emigrált földművesek voltak. Ben Bella Algériában, Maghnia községben, a marokkói határ szomszédságában született 1914-ben vagy 1916-ban; a történetírás az utóbbi évszámot tekinti valósnak. Algéria ekkor francia gyarmat volt.
1936-ban önként lépett be a francia hadseregbe. 1940-ben hivatalos behívót kapott, Marseille-be került, ahol többször játszott az Olympique de Marseille focicsapatban is. Kitüntették, mert lelőtt egy Ju 87-et a város kikötője felett. Leszerelték, de a Torch hadművelet után 1943-ban újra behívták, és a francia hadsereg marokkóiakból álló csapatainak kötelékében újra harcolt. Tiszthelyettesként részt vett a szövetségesek olaszországi hadjáratában, melynek során 1944 áprilisában de Gaulle tábornok Hadiéremmel tüntette ki.
Algériába visszatérve egy franciaellenes földalatti mozgalom szervezését kezdeményezte. 1950 májusában a francia hatóságok letartóztatták és hét év szabadságvesztésre ítélték. Két év után a börtönből megszökött, majd először Tunéziába, majd onnan Egyiptomba menekült. Az algériai függetlenségi háború kitörésekor, 1954-ben Kairóban tartózkodott, ahol egyike volt az algériai Nemzeti Felszabadítási Front vezetőinek. 1956-ban, miközben Rabatból Tuniszba repült, nemzetközi légtérben francia vadászrepülőgépek arra kényszerítették, hogy gépe Algírban leszálljon, ahol a francia hatóságok négy harcostársával együtt letartóztatták. 1962-ig az Aix-szigeten, majd Turquant várában tartották fogva. 
Algériában közben a nyolc évig tartó függetlenségi háború után, 1962-ben kimondták az ország függetlenségét. Ben Bellát az ideiglenes kormány alelnökévé választották, majd hazatérése után, 1962. szeptember 20-án kinevezték miniszterelnöknek. Népszerűsége, illetve híveinek száma a hatalom köreiben, valamint az algériai társadalomban is folyamatosan nőtt. 1963-ban elnökké választották. Belpolitikájában egy tipikusan algériai szocializmus megvalósítását tűzte ki célul, szoros kapcsolatokkal mind Franciaországgal, mind Kubával. A pánarabizmus híve, Nasszer csodálója volt. 1964-ben megkapta a Szovjetunió Hőse kitüntetést.
1965-ben korábbi harcostársa, Houari Boumédiène ezredes vértelen katonai puccs során eltávolította a hatalomból. Egészen 1980-ig kezdetben börtönben, majd házi őrizetben volt, később Svájcba költözött, ahonnan csak 1990-ben térhetett vissza hazájába.